# Чемпионат Черкасской области по футболу
Чемпионат Черкасской области по футболу — областное соревнование украинского футбола среди любительских команд. Проводится под эгидой Черкасской областной ассоциации футбола.

## Все победители
| Год  | Победитель                                | 2 место                            | 3 место                                |
| ---- | ----------------------------------------- | ---------------------------------- | -------------------------------------- |
| 1954 | «Торпедо» (Черкассы)                      |                                    |                                        |
| 1955 | «Динамо» (Черкассы)                       |                                    |                                        |
| 1956 | «Колхозник» (Черкассы)                    |                                    |                                        |
| 1957 | «Колхозник» (Черкассы)                    |                                    |                                        |
| 1958 | ДО СА (Черкассы)                          |                                    |                                        |
| 1959 | «Шахтёр» (Ватутино)                       |                                    |                                        |
| 1960 | «Спартак» (Умань)                         |                                    |                                        |
| 1961 | «Шахтёр» (Ватутино)                       |                                    |                                        |
| 1962 | «Локомотив» (Золотоноша)                  |                                    |                                        |
| 1963 | «Шахтёр» (Ватутино)                       |                                    |                                        |
| 1964 | «Локомотив» (Смела)                       |                                    |                                        |
| 1965 | «Локомотив» (Смела)                       |                                    |                                        |
| 1966 | «Локомотив» (Смела)                       |                                    |                                        |
| 1967 | «Локомотив» (Смела)                       |                                    |                                        |
| 1968 | «Буревестник» (Черкассы)                  |                                    |                                        |
| 1969 | «Локомотив» (Смела)                       |                                    |                                        |
| 1970 | «Локомотив» (Смела)                       |                                    |                                        |
| 1971 | «Локомотив» (Смела)                       |                                    |                                        |
| 1972 | «Фотоприбор» (Черкассы)                   |                                    |                                        |
| 1973 | «Локомотив» (Смела)                       |                                    |                                        |
| 1974 | «Локомотив» (Смела)                       |                                    |                                        |
| 1975 | «Заря» (Умань)                            |                                    |                                        |
| 1976 | «Химик» (Черкассы)                        |                                    |                                        |
| 1977 | «Химик» (Черкассы)                        |                                    | «Сахарник» (Черкассы)                  |
| 1978 | «Темп» (Черкассы)                         | «Фотоприбор» (Черкассы)            | «Заря» (Умань)                         |
| 1979 | «Темп» (Черкассы)                         | «Химик» (Черкассы)                 | «Машиностроитель» (Смела)              |
| 1980 | «Авангард» (Смела)                        |                                    |                                        |
| 1981 | «Трактор» (Чигирин)                       | «Торпедо» (Черкассы)               | «Тясмин» (Смела)                       |
| 1982 | «Химик» (Черкассы)                        | «Темп» (Черкассы)                  | «Торпедо» (Черкассы)                   |
| 1983 | «Тясмин» (Смела)                          | «Темп» (Черкассы)                  | «Торпедо» (Черкассы)                   |
| 1984 | «Темп» (Черкассы)                         | «Торпедо» (Черкассы)               | «Трактор» (Чигирин)                    |
| 1985 | «Колос» (Геронимовка)                     | «Тясмин» (Смела)                   | «Химик» (Черкассы)                     |
| 1986 | «Темп» (Черкассы)                         | «Торпедо» (Черкассы)               | «Химик» (Черкассы)                     |
| 1987 | «Торпедо» (Черкассы)                      |                                    |                                        |
| 1988 | «Торпедо» (Черкассы)                      | «Ротор» (Черкассы)                 | «Фотоприбор» (Черкассы)                |
| 1989 | «Темп» (Корсунь-Шевченковский)            | «Колос» (Геронимовка)              | «Старт» (Умань)                        |
| 1990 | «Спартак» (Золотоноша)                    | «Химик» (Черкассы)                 | «Тясмин» (Каменка)                     |
| 1991 | «Колос» (Геронимовка)                     | «Магнит» (Канев)                   | «Химик» (Черкассы)                     |
| 1992 | «Ротор» (Черкассы)                        | «Энергетик» (Чигирин)              | «Химик» (Черкассы)                     |
| 1993 | «Энергетик» (Чигирин)                     | «Нефтяник» (Корсунь-Шевченковский) | «Колос-Исток» (Родниковка)             |
| 1994 | «Нива-Нефтяник» (Корсунь-Шевченковский)   | «Энергетик» (Чигирин)              | «Локомотив» (Смела)                    |
| 1995 | «Локомотив» (Смела)                       | «Свитязь» (Черкассы)               | «Энергия» (Чигирин)                    |
| 1996 | «Нива-Нефтяник» (Корсунь-Шевченковский)   | «Строитель» (Тальное)              | ФК «Чигирин»                           |
| 1997 | «Нива» (Драбов)                           | «КХП Строитель» (Тальное)          | ФК «Чигирин»                           |
| 1998 | «КХП» (Тальное)                           | ФК «Драбов»                        | «Рыбка-Нефтеэнерго» (Черкассы)         |
| 1999 | ФК «Тальное» (Тальное)                    | «Колос» (Чернобай)                 | ФК «Звенигородка»                      |
| 2000 | ФК «Драбов» (Драбов)                      | «Икар» (Собковка)                  | «Колос» (Чернобай)                     |
| 2001 | «Колос» (Чернобай)                        | «Икар» (Собковка)                  | ФК «Драбов»                            |
| 2002 | «Колос» (Чернобай)                        | ФК «Драбов»                        | «Ятрань-Икар» (Уманский район)         |
| 2003 | «Колос» (Чернобай)                        | «Химик» (Черкассы)                 | ФК «Драбов»                            |
| 2004 | ФК «Нива-Златокрай» (Золотоношский район) | «Ходак» (Черкассы)                 | ФК «Колос» (Чернобай)                  |
| 2005 | «Ходак» (Черкассы)                        | «Тясмин-Газовик» (Каменка)         | ФК «Драбов»                            |
| 2006 | «Ходак» (Черкассы)                        | «Авангард» Монастырище             | «Тясмин-Газовик» (Каменка)             |
| 2007 | «Тясмин-Газовик» (Каменка)                | «Шпола-ЛНЗ-Лебедин» (Шпола)        | «Ходак» (Черкассы)                     |
| 2008 | «Ходак» (Черкассы)                        | «Холодный Яр» (Каменка)            | «Шпола-ЛНЗ-Лебедин» (Шпола)            |
| 2009 | «Шпола-ЛНЗ-Лебедин» (Шпола)               | «Холодный Яр» (Каменка)            | «Наша Ряба» (Катеринополь)             |
| 2010 | «Заря» (Белозорье)                        | «Холодный Яр» (Каменка)            | «Явор» (Смела)                         |
| 2011 | «Заря» (Белозорье)                        | «Шпола-ЛНЗ-Лебедин» (Шпола)        | «Уманьферммаш» (Умань)                 |
| 2012 | «Заря» (Белозорье)                        | «Шпола-ЛНЗ-Лебедин» (Шпола)        | «Уманьферммаш» (Умань)                 |
| 2013 | «Заря» (Белозорье)                        | «Уманьферммаш» (Умань)             | «Ретро» (Ватутино)                     |
| 2014 | «Заря» (Белозорье)                        | «УТК-Ятрань» (Паланка)             | «ЛНЗ-Лебедин» (Шпола)                  |
| 2015 | «УТК-Ятрань» (Паланка)                    | «Уманьферммаш» (Умань)             | «Ретро» (Ватутино)                     |
| 2016 | «ЛНЗ-Лебедин» (Лебедин)                   | «Уманьферммаш» (Умань)             | «Базис» (Кочубеевка)                   |
| 2017 | «ЛНЗ-Лебедин» (Лебедин)                   | «УТК» (Уманский район)             | «Базис» (Кочубеевка)                   |
| 2018 | «УТК» (Уманский район)                    | «Альтаир» (Драбов)                 | «Златокрай-2017» (Золотоношский район) |
| 2019 | «Альтаир» (Драбов)                        | «Базис» (Кочубеевка)               | «УТК-Ятрань» (Умань)                   |
| 2020 | «Златокрай-2017» (Золотоноша)             | «УТК-Ятрань» (Умань)               | «Базис» (Кочубеевка)                   |
| 2021 | «УТК» (Паланка)                           | «Базис» (Кочубеевка)               | «Росава» (Степанцы)                    |